# بيدرو هنريكي (لاعب كرة قدم مواليد 1990)
بيدرو هنريكي (بالبرتغالية: Pedro Henrique Konzen) هو لاعب كرة قدم برازيلي في مركز الوسط، ولد في 16 يونيو 1990 في سانتا كروز دو سول في البرازيل. لعب مع ستاد رين وغريميو بورتو أليغرينزي ونادي أفاي لكرة القدم ونادي زيورخ ونادي فيتوريا ونادي كاشياس دو سول.

## وصلات خارجية
- بيدرو هنريكي (لاعب كرة قدم مواليد 1990) على موقع الاتحاد الأوربي (الإنجليزية)
- بيدرو هنريكي (لاعب كرة قدم مواليد 1990) على موقع اتحاد تركيا (لاعب) (الإنجليزية)
- بيدرو هنريكي (لاعب كرة قدم مواليد 1990) على موقع قاعدة بيانات كرة القدم.إي يو (الإنجليزية)
- بيدرو هنريكي (لاعب كرة قدم مواليد 1990) على موقع Soccerway.com (الإنجليزية)
- بيدرو هنريكي (لاعب كرة قدم مواليد 1990) على موقع عالم كرة القدم.نت (الإنجليزية)
- بيدرو هنريكي (لاعب كرة قدم مواليد 1990) على موقع AS.com (الإسبانية)